# Frank Ostrowski
Frank Ostrowski (1960 – 2011) è stato un programmatore tedesco, famoso per aver sviluppato il linguaggio di programmazione GFA BASIC.
Dopo il servizio militare, Frank Ostrowski rimase disoccupato per tre anni, In quel periodo, sviluppò il Turbo-Basic XL per i computer Atari a 8 bit. Il software fu pubblicato nella rivista in lingua tedesca Happy Computer e divenne listato del mese. Il Turbo-Basic XL era molto più veloce dell'ATARI BASIC standard ma completamente compatibile e con comandi aggiuntivi. 
In seguito a questo prodotto, ottenne un lavoro con la GFA Systemtechnik GmbH per la quale scrisse il GFA BASIC su Atari ST, che divenne uno dei più popolari BASIC per quella piattaforma.
| Controllo di autorità | VIAF (EN) 316739110 · GND (DE) 1022089080 · BNF (FR) cb413433297 (data) |